# Pachypleurosaurus
Pachypleurosaurus es un género extinto de saurópsidos (reptiles) sauropterigios vagamente parecido a una lagartija acuática, y que se limitó al periodo Triásico. Fueron animales alargados rondando de los 20 cm al metro de longitud, con cabezas pequeñas, cuellos largos, miembros parecidos a remos y largas colas. Sus patas estaban demasiado reducidas, por lo que era improbable que estos animales pudieran moverse sobre tierra. Los dientes en forma de percha estaban ampliamente espaciados en el frente de la mandíbula indican que se alimentaba de peces. 
Pachypleurosaurus fue originalmente, y aún lo sigue siendo ocasionalmente, clasificado entre los Nothosaurus. En algunas clasificaciones son considerados un grupo hermano a Eusauropterygia, clado que incluye a los notosaurios y a los plesiosaurios.